# DJ Steward
DJ Steward, né le 2 octobre 2001 à Chicago dans l'Illinois, est un joueur américain de basket-ball évoluant aux postes de meneur et arrière. Il mesure 1,85 m.

## Biographie

### Carrière professionnelle
En juillet 2024, il signe un contrat two-way avec les Bulls de Chicago. Il est coupé fin décembre 2024.

## Palmarès et distinctions individuelles

### Au lycée et universitaires
- ACC All-Freshman Team (2021)
- McDonald's All-American (2020)
- Jordan Brand Classic (2020)

## Statistiques

### Universitaires
| Saison    | Équipe | Matchs | Titul. | Min./m | % Tir | % 3pts | % LF | Rbds/m. | Pass/m. | Int/m. | Ctr/m. | Pts/m. |
| --------- | ------ | ------ | ------ | ------ | ----- | ------ | ---- | ------- | ------- | ------ | ------ | ------ |
| 2020-2021 | Duke   | 24     | 22     | 30.8   | .426  | .341   | .811 | 4.0     | 2.4     | 1.1    | .6     | 13.0   |